# Majo no Takkyūbin (película del año 2014)
Majo no Takkyūbin (魔女の宅急便 lit. El servicio de correos de la bruja?) es una película japonesa estrenada el 1 de marzo de 2014, dirigida por Takashi Shimizu y protagonizada por Fūka Koshiba y Ryōhei Hirota. La historia está basada en los dos primeros volúmenes de la novela infantil homónima Majo no Takkyūbin de Eiko Kadono.

## Argumento
Kiki es una bruja nacida en las montañas, hija de Okino, un erudito, y Koriki, una bruja herbolaria. De acuerdo a las costumbres de las brujas, cuando una niña cumple los 13 años de edad, debe tomar su escoba e irse de su hogar para vivir un año sola, con el fin de descubrir si está verdaderamente capacitada para ser una bruja o no. Debido a lo anterior, Kiki abandona su hogar en compañía de su gato negro Jiji y luego de un arduo viaje, llega a la isla de Koriko. En aquella localidad arriba a un local de nombre Panadería Gütiokipänja, el cual se encontraba dirigido por una mujer llamada Osono y por su esposo, Fukuo. Tras conocerlos, decide quedarse con ellos mientras comienza un servicio de entregas a domicilio. De esta forma conocerá a una serie de personajes que la ayudarán a formarse en su camino de conversión a una bruja completa.

## Reparto
A continuación se detalla el elenco de la película:
| Personaje          | Actor/Actriz (Japón)  | Actor/Actriz de voz (España) |
| ------------------ | --------------------- | ---------------------------- |
| Kiki/Nicky         | Fūka Koshiba          | Cristal Barreyro             |
| Tonbo              | Ryōhei Hirota         | Masumi Mutsuda               |
| Osono              | Machiko Ono           | Victoria Pagés               |
| Fukuo              | Hiroshi Yamamoto      |                              |
| Nazuru             | Hirofumi Arai         | Roger Pera                   |
| Sumire             | Yo Yoshida            | Carmen Calvell               |
| Jiji               | Kotobuki Minako (voz) | Gemma Ibañez                 |
| Takami Kara        | Yuri                  | Azucena Díaz                 |
| Doctor Ishi        | Tadanobu Asano        | Jordi Salas                  |
| Okino              | Michitaka Tsutsui     | Jordi Salas                  |
| Koriki             | Rie Miyazawa          | Azucena Díaz                 |
| Saki               | Miho Kanazawa         | Roser Vilches                |
| Dj radio           | LiLiCo (voz)          |                              |
| Kiki/Nicky (joven) | Suzuko Hara           |                              |
| Kiki/Nicky (niña)  | Naho Yokomizo         |                              |

## Producción

### Japón

#### Distribución
El 24 de abril de 2013 los periódicos Sports Hoshi y Sports Nippon anunciaron que la novela infantil Majo no Takkyūbin de Eiko Kadono, contaría con una adaptación fílmica live-action dirigida por Takashi Shimizu, cuyo estreno sería durante la primavera de 2014. Fūka Koshiba, quien interpreta a Kiki, protagonista de la historia, fue elegida entre 500 candidatas para el papel. El rodaje inició el 23 de mayo de 2013 en la localidad de Setonaikai y finalizó en julio del mismo año.
El 25 de octubre de 2013 se lanzó el primer avance promocional de la película. El 10 de diciembre de 2013 se publicó el tráiler oficial, en donde se aprecia el tema principal "Wake me up" de Mai Kuraki. El 27 de enero de 2014 se lanzó el segundo tráiler. Finalmente, el 1 de marzo de 2014 se estrenó la película en los cines japoneses.
La película tiene por productoras a Toei Company, D.N. Dream Partners, Yomiuri Telecasting Corporation, Nippon Television Network, Kadokawa, Kodama Printing Co. Ltd., Studio3, Oricom, The Yomiuri Shimbun, Kinoshita Komuten Co Ltd, Beijing Taile International Culture Development, Being, MY Promotion y Edko Films.

#### Elenco de producción
A continuación se detalla el elenco que participó en la producción de la película:
| Nombre                        | Cargo                |
| ----------------------------- | -------------------- |
| Takashi Shimizu               | Dirección            |
| Haruo Umekawa                 | Producción           |
| Okudera Satoko                | Guion                |
| Iwaki Namiko                  | Diseño de producción |
| Ayumi Takahashi               | Edición              |
| Taro Iwashiro                 | Música               |
| Fukada Akira; Shibasaki Kenji | Sonido               |
| Tanikawa Sohei                | Fotografía           |
| Akiyama Takahiko              | Efectos especiales   |

### España

#### Distribución
Las compañías españolas que participaron en la producción de doblaje fueron Dubbing Films y Softitular. La compañía Studio Mediatres licenció el film para su estreno en España.

#### Elenco de producción
A continuación se detalla el elenco que participó en la producción de doblaje:
| Nombre          | Cargo                 |
| --------------- | --------------------- |
| Azucena Díaz    | Directora de doblaje  |
| José Luis Arino | Guion de doblaje      |
| Modu Fofana     | Ingeniería de doblaje |
| Anna Rodríguez  | Coordinación          |
| Paco Quiñonero  | Ingeniería de mezcla  |

## Estreno
La película fue estrenada el 1 de marzo de 2014 en los cines de Japón. El 22 de octubre de 2014 se lanzó en DVD para alquiler y el 19 de noviembre del mismo año se estrenó el DVD Blu-ray en versión para venta.
La película se estrenó el 17 de abril de 2014 en Hong Kong y Singapur; el 6 de junio en Taiwán; el 4 de octubre llegó al Festival de Cine de Sitges, celebrado en la localidad de Cataluña; el 10 de octubre se estrenó en Barcelona; el 19 de noviembre llegó la versión Blu-ray a España; el 22 de enero de 2015 a Alemania; el 14 de marzo de 2015 se estrenó en el BUFF Film Festival, en la localidad de Suecia; el 5 de agosto de 2015 se estrenó en Seoul International Youth Film Festival, realizado en Corea del sur y, finalmente, el 14 de agosto de 2015 se estrenó en Noruega.

## Banda sonora
La película tiene como tema principal la canción "Wake me up" de la cantante Mai Kuraki.